# Plaški-mező
A Plaški-mező (horvátul: Plaško polje) egy karsztmező Horvátországban, Ogulintól délkeletre.

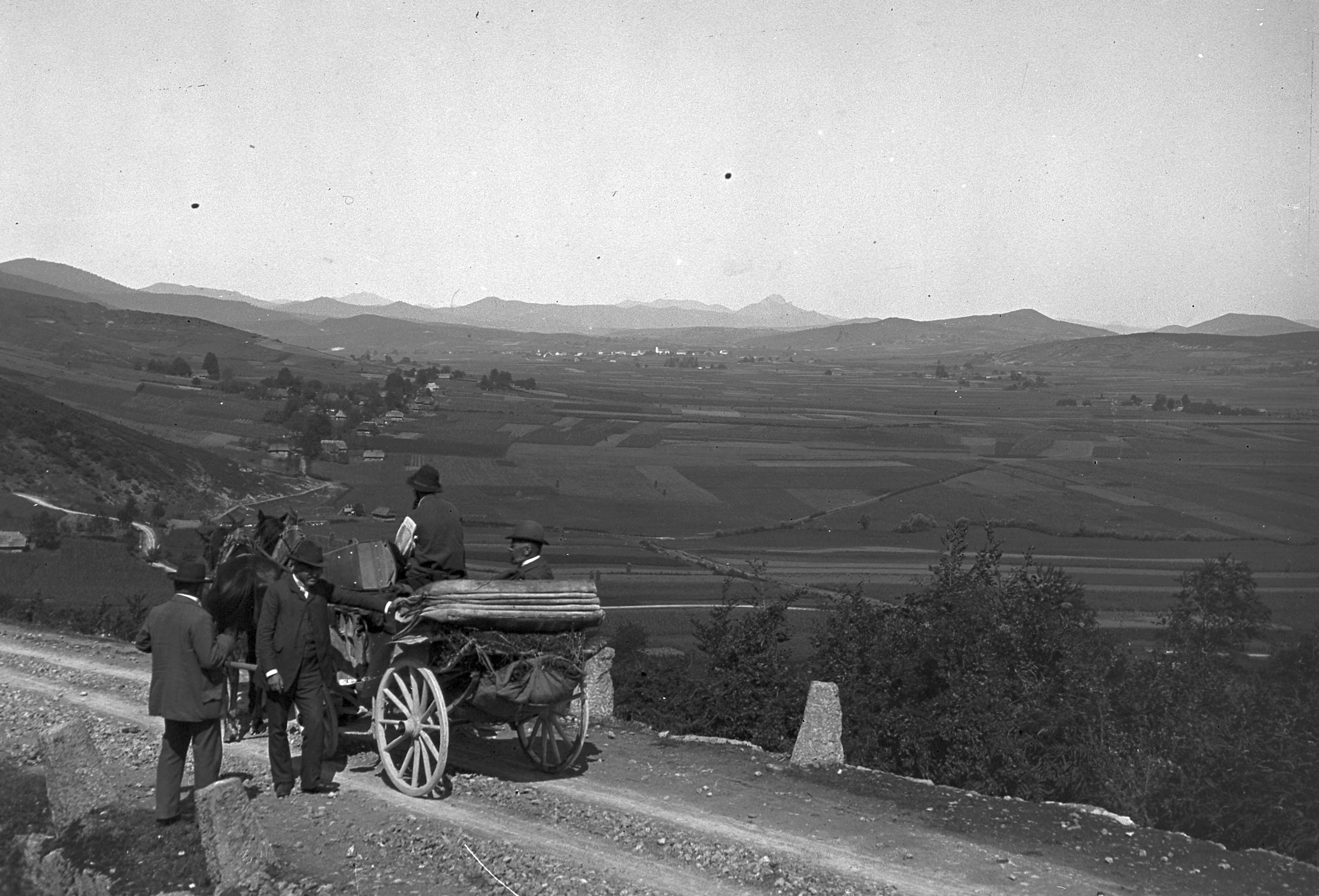
A Plaški-mező Jezero falunál 1908-ban

A mező mintegy 25 km-re fekszik Ogulintól délkeletre. Tengerszint feletti magassága 365 m-től 390 m-ig terjed, felszíne délkelet felé lejt. Hosszúsága 16 km, legnagyobb szélessége 3 km, területe 21 km². A mezőn ered a Dretulja nevű búvópatak és mellékvize a Vrnjika. a mezőn át halad az Ogulin–Gospić főút és vasútvonal. Legnagyobb települése Plaški (1272 lakos, 2011); kisebb települések Lapat (218), Latin (196), Janja Gora (107), Međeđak (98), Jezero (77), Pothum Plaščanski (76) és Kunić (31).